# 小川航空
小川航空株式会社（おがわこうくう）は、大阪市此花区の舞洲に本社を置く航空会社である。

## 概要
ヘリコプターによる操縦訓練、チャーター飛行、航空写真撮影、遊覧飛行などの事業を行っている。
公共用ヘリポートの舞洲ヘリポートの指定管理をしていたが、2019年（令和元年）7月8日に施設を大阪市から取得し、非公共用ヘリポートの大阪ヘリポートとして運用している。 
大阪府の空飛ぶクルマ都市型ビジネス創造都市推進事業補助金 令和4年度 交付決定事業である「エアモビリティ統合運航管理プラットフォーム事業」を三井物産やJAXAと共同で実施している。
2023年（令和5年）にSDGs宣言書を策定した。

## 沿革
- 1977年（昭和52年）10月31日 - 設立（本社：秋田市）。
- 1999年（平成11年）3月1日 - 本社を大阪市の舞洲ヘリポートに移転[5]。

## 拠点
- 本社：大阪府大阪市此花区北港緑地2丁目1番1 大阪ヘリポート

## 運航機材等
- ロビンソン R22：2機
- アエロスパシアル AS355（ユーロコプター エキュレイユ）：1機
- アエロスパシアル AS350（ユーロコプター エキュレイユ）：1機
- ロビンソン R44：2機[6]